# 橋本町 (名古屋市)
橋本町（はしもとちょう）は、愛知県名古屋市千種区の地名。現行行政地名は橋本町1丁目から橋本町3丁目。住居表示未実施。

## 地理
名古屋市千種区南東部に位置する。東は鹿子町・清住町、南西は東山通、北西は猫洞通に接する。

## 歴史

### 地名の由来
町の形から「扇町」とする案があったものの、南区に扇田町があったために、橋本町となったという。

### 沿革
- 1945年（昭和20年）9月20日 - 千種区田代町の一部により、同区橋本町として成立[1]。

## 施設
- 真宗大谷派善林寺[7]
- 名古屋市立東山小学校[7]
- 名古屋市東山保育園[7][9]

## 世帯数と人口
2019年（平成31年）1月1日現在の世帯数と人口は以下の通りである。
| 町丁   | 世帯数  | 人口  |
| ------ | ------- | ----- |
| 橋本町 | 407世帯 | 803人 |

### 人口の変遷
国勢調査による人口の推移
| 1950年（昭和25年） | 656人   | [ 10 ] |  |
| 1955年（昭和30年） | 879人   | [ 10 ] |  |
| 1960年（昭和35年） | 961人   | [ 11 ] |  |
| 1965年（昭和40年） | 968人   | [ 11 ] |  |
| 1970年（昭和45年） | 970人   | [ 12 ] |  |
| 1975年（昭和50年） | 1,043人 | [ 12 ] |  |
| 1980年（昭和55年） | 1,010人 | [ 13 ] |  |
| 1985年（昭和60年） | 943人   | [ 13 ] |  |
| 1990年（平成2年）  | 845人   | [ 14 ] |  |
| 1995年（平成7年）  | 887人   | [ 15 ] |  |
| 2000年（平成12年） | 902人   | [ 16 ] |  |
| 2005年（平成17年） | 816人   | [ 17 ] |  |
| 2010年（平成22年） | 908人   | [ 18 ] |  |

## 学区
市立小・中学校に通う場合、学校等は以下の通りとなる。また、公立高等学校に通う場合の学区は以下の通りとなる。
| 番・番地等 | 小学校               | 中学校               | 高等学校 |
| ---------- | -------------------- | -------------------- | -------- |
| 全域       | 名古屋市立東山小学校 | 名古屋市立東星中学校 | 尾張学区 |

## その他

### 日本郵便
- 郵便番号 : 464-0035[4]（集配局：千種郵便局[21]）。